# Nordwestliche Sekante
Die Nordwestliche Sekante (russisch: Северо-Западная хорда, Sewerosapadnaja chorda) ist ein Teil des Moskauer Sekantenrings in Moskau. Sie beginnt bei der Nordöstlichen Sekante nördlich von Moskau und verläuft in südwestlicher Richtung über die Moskwa und die Südliche Tangente bis zum Moskauer Autobahnring MKAD. Die Nordwestliche Sekante wurde am 29. November 2019 mit der neuen Karamyschewski-Brücke für den Verkehr freigegeben.